# Assurancia de Thetford

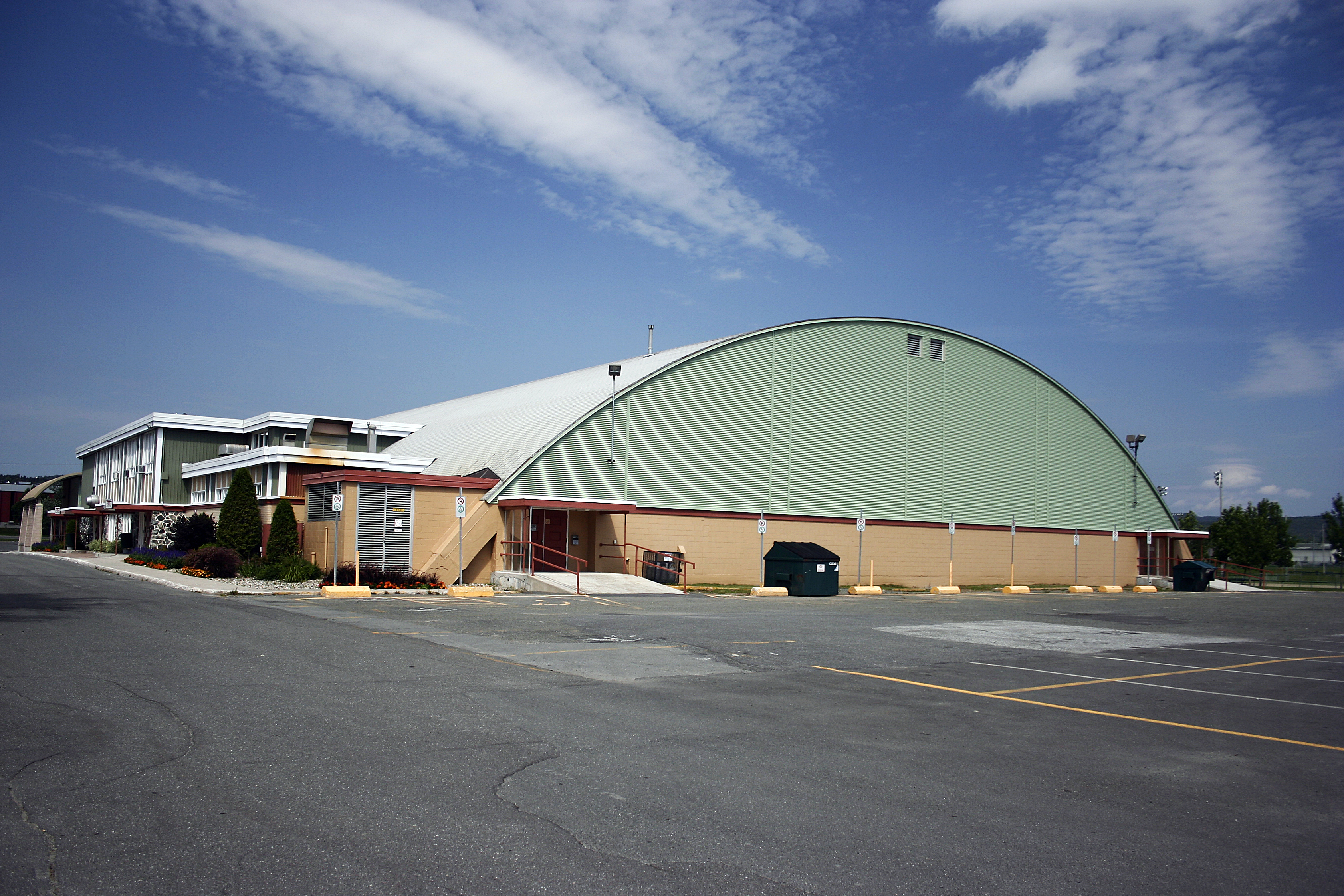
A Centre Mario-Gosselin

Az Assurancia de Thetford kanadai jégkorongcsapat a québeci Thetford Mines-ből. A csapat a Ligue nord-américaine de hockey (LNAH) bajnokságban játszik az 1996-07-es szezontól kezdve.

## Története
A Thetford de Mines Thetford Mines Coyotes néven az LNAH jogelődjének, a Ligue de hockey semi-professionnelle du Québec alapító csapata volt.

## Statisztikák
| Főszezon | Főszezon | Főszezon | Főszezon | Főszezon | Főszezon | Főszezon | Főszezon | Főszezon | Rájátszás                                             | Rájátszás                                   | Rájátszás                                   | Rájátszás                                    |
| Szezon   | LM       | GY       | GY. H.   | V. H.    | V        | G        | P        | Helyezés | Nyolcaddöntő                                          | Negyeddöntő                                 | Elődöntő                                    | Döntő                                        |
| -------- | -------- | -------- | -------- | -------- | -------- | -------- | -------- | -------- | ----------------------------------------------------- | ------------------------------------------- | ------------------------------------------- | -------------------------------------------- |
| 2022–23  | 36       | 12       | 9        | 6        | 9        | 134-115  | 48       | 3.       | -                                                     | Győzelem Bâtisseurs ellen (4-1)             | Győzelem Marquis ellen (4-0)                | Vereség Cool FM 103,5 ellen (4-2)            |
| 2023–24  | 36       | 14       | 6        | 4        | 12       | 150-139  | 44       | 2.       | Győzelem a Cool FM 103,5 de Saint-Georges ellen (3-0) | -                                           | Győzelem a Marquis de Jonquière ellen (4-2) | Győzelem a 3L de Rivière-du-Loup ellen (4-2) |
| 2024–25  | 36       | 17       | 2        | 4        | 13       | 143:131  | 42       | 4.       | -                                                     | Vereség a 3L de Rivière-du-Loup ellen (2-4) | -                                           | -                                            |